# Cryptosepalum korupense
Espèce
Cryptosepalum korupense Burgt est une espèce de plantes à fleurs de la famille des Caesalpiniaceae et du genre Cryptosepalum. Suivant APGIII, elle appartient à la famille des Fabaceae.
C’est un arbre d’environ 40 - 44 m de haut, le tronc pouvant avoir 80 cm de diamètre endémique à la région du sud-ouest Cameroun. On la rencontre en général dans les prairies. Suivant les critères de l’IUCN, elle est évaluée comme une espèce en danger.

## Étymologie
Son épithète spécifique korupense fait référence au parc national de Korup où elle a été observée.